# H+H International
H+H International A/S ist ein dänischer börsennotierter Konzern und Hersteller von Porenbeton mit Hauptsitz in Kopenhagen. H+H ist Marktführer für Porenbeton in Großbritannien und Skandinavien sowie zweitgrößter Produzent in Europa. Im Geschäftsjahr 2006/2007 erwirtschaftete die Unternehmensgruppe einen Umsatz von 248 Mio. Euro und einen Gewinn von 32 Mio. Euro und im Geschäftsjahr 2010/2011 einen Umsatz von 175,8 Mio. Euro.

## Geschichte
Das Unternehmen wurde 1909 als Kiesgrube durch Henrik Johan Henriksen und Waldemar Kähler gegründet. 1919 wird die „Ølsted Kalksandstensfabrik“ erworben, und in ihr später der erste Celcom-Porenbeton hergestellt. 1924 wird auch das Unternehmen „Nymølle Skærvefabrik“ gekauft und Kalksandstein und Kies verkauft. Ab 1937 versucht das Unternehmen Porenbeton auch in Dänemark zu produzieren und stützt sich hierbei auf die erfolgreichen Produktionen in Schweden. Als nunmehr Celcon Ltd. Gesellschaft ist die Firma ab 1950 produktionsfähig.
1962 trennen sich die beiden Gesellschafter Gustav Kähler und Finn Henriksen (Söhne der ursprünglichen Firmengründer), und das Unternehmen wird in zwei Teile gespalten. Als Henriksen og Henriksen A/S führt Finn Henriksen die Produktion von Porenbeton fort, wobei Gustav Kähler mit der Herstellung von Mineralwolle beginnt, und hierzu das Unternehmen Rockwool gründet.
Nach der Errichtung von Standorten zur Herstellung von Porenbeton in Grays/Südengland (im Rahmen einer Kooperationsvereinbarung mit dem Unternehmen Christiani & Nielson), Staffordshire, Gadbjerg und Pollington hat das Unternehmen eine europaweite Konzernstruktur erreicht. 1985 wird die Aktie an der Kopenhagener Börse zum Handel zugelassen.
1990 wird die Konzernstruktur geändert, und die „H+H International A/S“ gegründet. Für den Konzernbereich Produktion wird 1991 die Tochtergesellschaft H+H Industrie GmbH (H+H Expan GmbH) gegründet. Das Unternehmen expandiert im Rahmen der Öffnung der osteuropäischen Staaten auch in diesen Regionen. Nachdem es 1999 eine Minderheitsbeteiligung an der Kingsway Group plc erworben hat, werden 1999 die norwegische Scanpor A/S und die finnische Firma Suomen Siporex OY übernommen. Zur Erweiterung und Festigung seiner Marktstellung in Skandinavien wird in Schweden die Tochtergesellschaft H+H Celcon AB gegründet und die Fusion der H+H Expan A/S mit Fiboment A/S vollzogen.
Im Jahre 2002 werden von der Xella-Gruppe aufgrund einer kartellrechtlichen Auflage die deutschen Porenbetonwerke in Wittenborn (vormals Hebel-Porenbeton) und Hamm-Uentrop (vormals Ytong Deutschland AG) gekauft und bildet daraus die H+H Celcon GmbH. Mit diesen Zukäufen ist das Unternehmen auch auf dem deutschen Markt für Porenbeton präsent.
Am 12. März 2012 hat das Bundeskartellamt die Übernahme der Aktienmehrheit der H+H International A/S durch die Xella-Gruppe wegen der Entstehung einer marktbeherrschenden Stellung von Xella auf dem Markt für Porenbeton- und Leichtbetonsteine auf dem norddeutschen und dem westdeutschen Regionalmarkt untersagt.

## Auslandsstandorte und Beteiligungen
- H+H Benelux BV (Niederlande)
- H+H Danmark A/S (Dänemark)
- H+H Deutschland GmbH (Deutschland)
- H+H Finland (Finnland)
- H+H Polska (Polen)
- H+H Sverige AB (Schweden)
- H+H UK Ltd. (Großbritannien)